# Кресброн ам Бодензе
Кресброн ам Бодензе (њем. Kressbronn am Bodensee) општина је у њемачкој савезној држави Баден-Виртемберг. Једно је од 23 општинска средишта округа Бодензе. Према процјени из 2010. у општини је живјело 8.084 становника. Посједује регионалну шифру (AGS) 8435029.

## Географски и демографски подаци
Кресброн ам Бодензе се налази у савезној држави Баден-Виртемберг у округу Бодензе. Општина се налази на надморској висини од 397 - 519 метара. Површина општине износи 20,4 km². У самом мјесту је, према процјени из 2010. године, живјело 8.084 становника. Просјечна густина становништва износи 396 становника/km².

## Међународна сарадња
| Мјесто   | Држава    | Врста сарадње | Од    |
| -------- | --------- | ------------- | ----- |
| Черијале | Италија   | контакт       | 2006. |
|          | Француска | партнерство   | 1978. |
| Извор    |           |               |       |